# Trémorel
Trémorel (bretonisch: Tremorae) ist eine französische Gemeinde mit 1.154 Einwohnern (Stand 1. Januar 2022) im Département Côtes-d’Armor in der Region Bretagne. Sie gehört zum Arrondissement Saint-Brieuc und zum Kanton Broons. Die Bewohner nennen sich Trémorelais(es).

## Geografie
Trémorel liegt etwa 47 Kilometer westnordwestlich von Rennes im Südosten des Départements Côtes-d’Armor.

## Bevölkerungsentwicklung
| Jahr                       | 1793 | 1806 | 1831 | 1841 | 1911 | 1921 | 1962 | 1968 | 1975 | 1982 | 1990 | 1999 | 2006  | 2012 |
| Einwohner                  | 1280 | 1146 | 1410 | 1314 | 1773 | 1578 | 1235 | 1202 | 1123 | 971  | 954  | 915  | 1.033 | 1117 |
| Quellen: Cassini und INSEE |      |      |      |      |      |      |      |      |      |      |      |      |       |      |

Die zunehmende Mechanisierung der Landwirtschaft und die hohe Anzahl Gefallener des Ersten Weltkriegs führten zu einem Absinken der Einwohnerzahlen bis auf die Tiefststände in neuerer Zeit. 

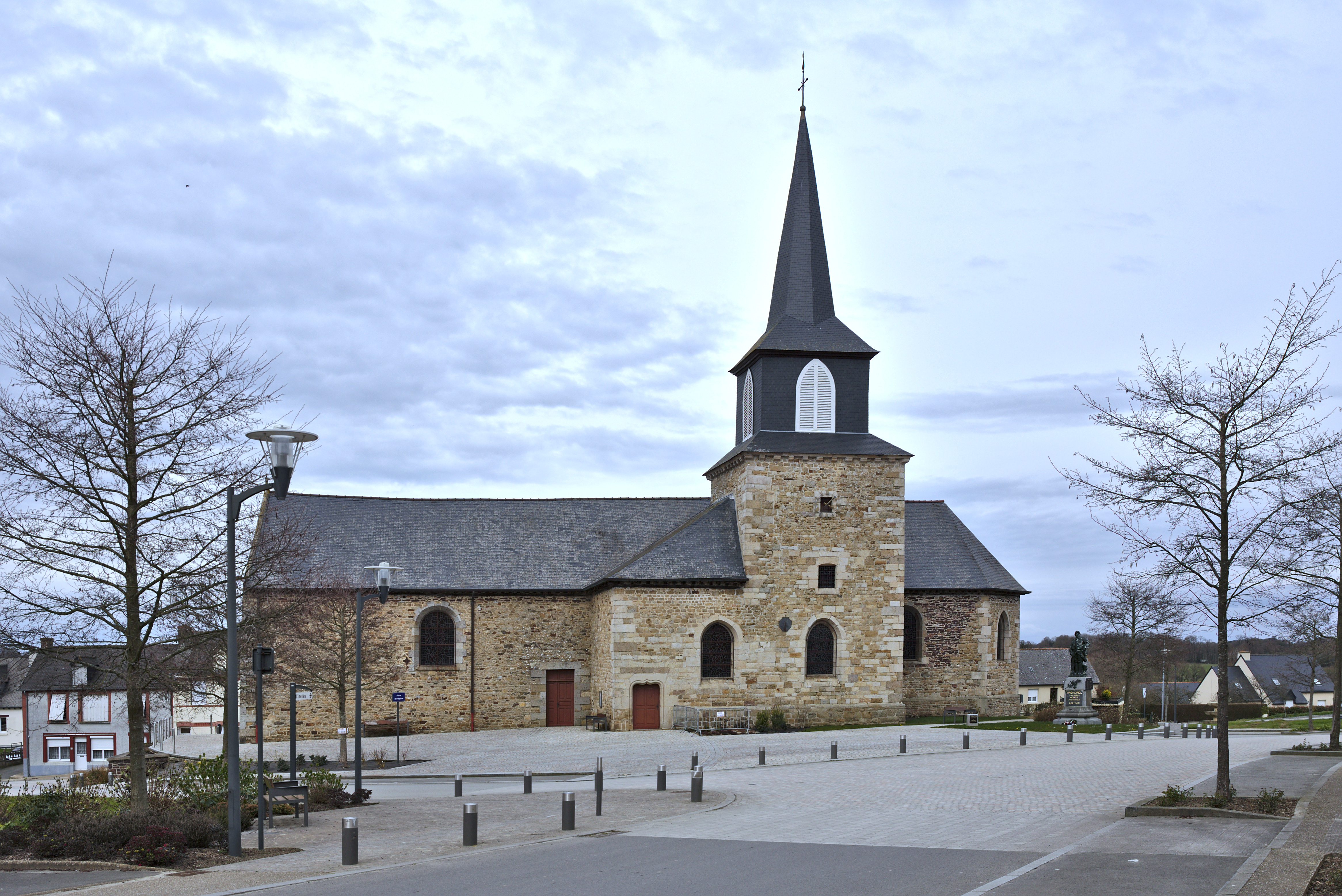
Kirche St. Peter und Paul